# Arbeitskreis politische Ökonomie
Der Arbeitskreis Politische Ökonomie ist ein Arbeitskreis, dem etwa 150 Mitglieder aus verschiedenen Sozial- und Wirtschaftswissenschaften angehören. Seine Hauptaufgabe besteht darin, in halbjährlichen Tagungen zu wechselnden Themen eine alternative Wissenschaftsaneignung durch offene Diskursatmosphäre zu ermöglichen. Die Publikationen des Arbeitskreises erscheinen zumeist im Metropolis-Verlag. Den aktuellen Vorsitz des Arbeitskreises führt Gerd Grözinger, Europa-Universität Flensburg.

## Geschichte
Nach der „auseinandersetzungsreichen“ Jahrestagung des Vereins für Socialpolitik 1972 zu „Macht und ökonomisches Gesetz“ gründeten kritische Wirtschaftswissenschaftler eine eigene Vereinigung. Die damalige zentrale Auseinandersetzung mit der wiederentdeckten Marxschen Theorie aufgreifend, nannten sie sich Arbeitskreis Politische Ökonomie. Das theoretische Spektrum war von Anfang an weit gefasst war, und wies neben keynesianischen, auch kritisch-neoklassische sowie institutionelle Vertreter auf.

## Tagungen
- Jahrestagung 2018: 10 Jahre nach der Weltfinanzkrise: New Economic Thinking. Beginn einer Transformation von Wirtschaftspolitik und Wirtschaftswissenschaft, 16.–18. November 2018, Hamburg
- Jahrestagung 2017: Alternativen ökonomischer Lehre und Forschung, 24.–25. November 2017, Siegen
- Herbstaktivität des AkPolÖk ‘Re-thinking Europe’, 20.–22. Oktober 2016, Berlin
- AKPolÖk-Tagung 2015: Teaching Economics in the 21st Century, 26.–29. November 2015, Berlin
- AKPolÖk- und WEA-Herbsttagung 2014: Von Finanz- und anderen Krisen, 17.–19. Oktober 2014, Frankfurt/M.
- Herbsttagung 2013: Zukunft der Weltökonomie und -ökologie, 18.–20. Oktober 2013, Hannover
- Frühjahrstagung 2013 in Flensburg: A Nordic Model? 6.–8. Juni 2013 in Flensburg
- Herbst-Tagung 2012: The Political Economy of Offshore Jurisdictions (Die Politische Ökonomie von Steuer- und Regulierungsoasen), 29. November – 1. Dezember 2012, Johannis-Kepler-Universität Linz/Austria
- Frühjahrstagung 2012: Gender und ökonomischer Wandel, 27.–29. April 2012, Hamburg
- Karl-Marx Herbst-Tagung 2011, 14.–16. Oktober 2011, Katholische Akademie im Robert-Schuman-Haus, Trier
- Post-Crisis Fiscal Consolidation Strategies for Europe des Arbeitskreises Europäische Integration, 24. – 25. März 2011, Walter-Eucken-Institut, Freiburg
- „Glück in der Krise“, Herbsttagung des Arbeitskreises Politische Ökonomie, 15.–17. Oktober 2010, Hamburg
- 10 Jahre Lissabon-Strategie: Durchbruch oder Debakel auf dem Weg zu einer koordinierten europäischen Wirtschaftspolitik?, Frühjahrstagung des Arbeitskreises Politische Ökonomie, 16.–18. April 2010, Andrássy Universität Budapest Ungarn
- Gemeinsame Tagung des Arbeitskreises Politische Ökonomie und der Keynes-Gesellschaft, 9.–11. Oktober 2009, Hochschule Karlsruhe – Technik und Wirtschaft „Nachhaltige Entwicklung – das neue Paradigma in der Ökonomie“
- Frühjahrstagung des Arbeitskreises Politische Ökonomie, 17.–19. April 2009, Tagungszentrum der Akademie des Bistums Mainz „Erbacher Hof“